# Коммунистическая партия Австралии (современная)
Коммунистическая партия Австралии — небольшая марксистско-ленинская политическая партия в Австралии. Основана в 1971 году под названием Социалистическая партия Австралии после раскола Коммунистической партии Австралии. В октябре 1996 года партия изменила своё название на нынешнее.

## История
В 1971 году несколько членов Коммунистической партии Австралии (CPA), исключенные или добровольно покинувшие ряды партии, организовали Социалистическую партию Австралии (SPA, в настоящее время, Коммунистическая партия). Причиной раскола стало представление впоследствии отколовшихся коммунистов о том, что австралийская компартия (CPA) не должна превращаться в социал-демократическую партию, и должна строго придерживаться марксизма. Такие убеждения привели их к разногласию с лидерами CPA. На тот момент лидеры CPA становились всё более критичными по отношению к Советскому Союзу, особенно после 1968 года, когда СССР и страны Варшавского договора ввели войска в Чехословакию. Лидерами SPA стала группа ветеранов профсоюзного движения, во главе с такими коммунистами как Пэт Клэнси (Pat Clancy) и Питер Саймон (Peter Symon).
Пэт Клэнси ушёл из партии в 1983 году.
Питер Саймон был генеральным секретарём Социалистической партии (SPA, в настоящее время, Коммунистическая партия) с момента введения такой должности в 1972 году, до его смерти в декабре 2008 года, в общей сложности в течение 36 лет. После смерти Саймона, президент Коммунистической партии, доктор Ханна Миддлтон, была назначена Центральным комитетом партии, новым генеральным секретарём. Виницио Молина (Vinicio Molina) занял освободившийся пост доктора Миддлтон и стал президентом партии. Доктор Миддлтон была избрана на пост Генерального секретаря Коммунистической партии 11-м Партийным Национальным Конгрессом в октябре 2009 года.. В 2013 году на 12 съезде партии новым генеральном секретарём был избран Боб Бритон.

## Цели партии
За годы существования партии, она играла слабую роль в политике, в основном в профсоюзном движении Австралии. Актуальная программа партии включает в себя:
- Социалистическая реконструкция австралийского общества
- Запрет на приватизацию активов находящихся в федеральной собственности
- Освободить Австралию от власти иностранных и транснациональных компаний
- Регулирование Федеральным правительством цен, уровней прибыли и процентных ставок
- Отмена Налога на Товары и Услуги (Goods and Services Tax)
- Расширение общественного сектора экономики
- Увеличение национального минимального размера оплаты труда
- Увеличение пенсии, пособий по безработице
- Сокращение рабочей недели
- Сокращения тарифов
- Сокращение расходов на вооружение

В 1991 году «старая компартия» (CPA) прекратила своё существование. SPA, полагая, может назваться законным преемником CPA, основанной в 1920 году, на своём 8-м Национальном Конгрессе в октябре 1996 года, изменила своё название на «Коммунистическая партия Австралии».
Восстановленная компартия остается традиционной коммунистической партией, придерживается марксистско-ленинской идеологии, называя конечной целью — революционное преобразование австралийского общества и построение социализма в Австралии.

## Политическая деятельность
Майкл Перт участвовал в выборах в совет Порт-Аделаиды в 1998 году и на федеральных выборах 2001 года, но получил менее 1% голосов в обоих случаях. Боб Бритон на федеральных выборах 2001 года также участвовал и получил 2,9% голосов.
В 2010 на федеральных выборах партия боролась за место в Палате представителей Сиднея в рамках коммунистического альянса. Партия получила 0,83% или 656 из 79 377 голосов. Она также выдвигала двух кандидатов в Сенат в Новом Южном Уэльсе, получив 0,17% или 6,999 из 4 333 267 голосов.
Коммунистическая партия Австралии получила свою первую избирательную победу с избранием Тони Олдфилда на выборах в местные органы власти 8 сентября 2012 года в Оберн-Сити, Новый Южный Уэльс.
Коммунистическая партия Австралии планировала выдвигать кандидатов в 2016 году федеральных выборах, но их попытка регистрации была отклонена

## Список генеральных секретарей Коммунистической партии Австралии
Лидеры партии в хронологическом порядке
| Время назначения | Имя             | Период пребывания в должности |
| ---------------- | --------------- | ----------------------------- |
| 1996             | Питер Симон     | 1996–2008                     |
| 2009             | Ханна Мидделтон | 2009–2013                     |
| 2013             | Боб Бритон      | 2013–2019                     |
| 2019             | Эндрю Ирвинг    | 2019–по настоящее время       |